# Scopula clarifrufa
Scopula clarifrufa är en fjärilsart som beskrevs av Barend J. Lempke 1949. Scopula clarifrufa ingår i släktet Scopula och familjen mätare. Inga underarter finns listade.